# 河合信和
河合 信和（かわい のぶかず、1947年4月13日 - ）は、日本の科学ジャーナリスト、翻訳家。自費出版専門の出版社・株式会社リブパブリ代表。

## 来歴
千葉県生まれ。北海道大学薬学部卒業、朝日新聞社に入る。同出版局勤務のかたわら、人類学・考古学についての著作、翻訳をおこなう。

## 著書
- 『400万年の人類史 ヒトはいかにして地球の主になったか』（光文社、カッパ・サイエンス） 1983
- 『最古の日本人を求めて』（新人物往来社） 1987
- 『ヒトはどこからきたか 最新考古学の世界』（朝日新聞社、朝日ジュニアブック） 1991
- 『ネアンデルタール人と現代人 ヒトの500万年史』（文春新書） 1999
- 『旧石器遺跡捏造』（文春新書） 2003
- 『ホモ・サピエンスの誕生』（同成社、市民の考古学） 2007
- 『人類進化99の謎』（文春新書） 2009
- 『ヒトの進化七〇〇万年史』（ちくま新書） 2010

## 翻訳
- 『古代人はどう暮らしていたか 実験考古学入門』（ジョン・M・コールズ、どうぶつ社、自然誌選書） 1985
- 『ネアンデルタール人』（マイラ・シャクリー、学生社） 1985
- 『古代社会を復元する』（マイラ・シャクリー、学生社） 1986
- 『農耕の起源と人類の歴史 食料生産経済のもたらしたもの』（フィリップ・E・L・スミス、有斐閣選書） 1986
- 『アフリカ考古学』（デヴィッド・W・フィリップソン、学生社） 1987
- 『世界旧石器時代概説』（ジョン・ワイマー、雄山閣出版） 1989
- 『アメリカの起源 人類の遥かな旅路』（ブライアン・M・フェイガン、どうぶつ社） 1990
- 『熱帯アフリカの都市化と国家形成』（グレアム・コナー、近藤義郎共訳、河出書房新社） 1993
- 『現代人の起源論争 人類二度目の旅路』（ブライアン・M・フェイガン、どうぶつ社） 1994
- 『低湿地の考古学 湿原の古代人たち』（ブライアニ・コールズ, ジョン・コールズ、雄山閣出版） 1994
- 『先史時代の女性 ジェンダー考古学事始め』（マーガレット・エーレンバーグ、河出書房新社） 1997
- 『ネアンデルタール人とは誰か』（クリストファー・ストリンガー, クライヴ・ギャンブル、朝日選書） 1997
- 『化石から知るヒトの進化』（イアン・タッタソール、三田出版会） 1998
- 『人類進化の空白を探る』（アラン・ウォーカー, パット・シップマン、朝日選書） 2000
- 『出アフリカ記 人類の起源』（クリストファー・ストリンガー, ロビン・マッキー、岩波書店） 2001
- 『最初のヒト』（アン・ギボンズ、新書館） 2007
- 『アニマル・コネクション 人間を進化させたもの』（パット・シップマン、同成社） 2013
- 『ゲームをするサル 進化生物学からみた「えこひいき」の起源』（ダリオ・マエストリピエリ、雄山閣） 2015
- 『ヒトとイヌがネアンデルタール人を絶滅させた』（パット・シップマン、監訳、柴田譲治訳、原書房） 2015

## 論文
- ＜河合信和